# 베니그노 아키노 2세

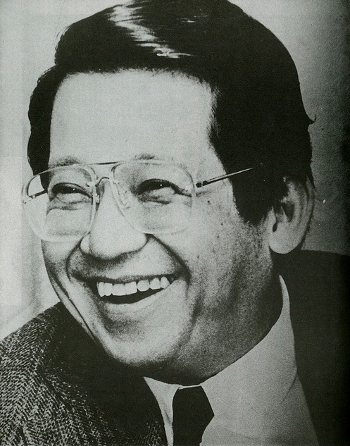
1980년대의 아키노

베니그노 아키노 2세(Benigno Aquino Jr., 본명 '베니그노 시메온 니노이 아키노 주니어'/'Benigno Simeon Ninoy Aquino Jr.')1932년 11월 27일~1983년 8월 21일)는 필리핀의 정치인이다. 필리핀 11대 대통령 코라손 아키노의 남편이자 필리핀 제15대 대통령 베니그노 아키노 3세의 부친이다. 페르디난드 마르코스 정권에 투쟁하다가 미국 망명을 했고 귀국길에 암살당했다.

## 생애
루손섬 콘셉시온 출생으로 1950년 《마닐라 타임스》의 기자로 6·25 전쟁 때 종군하였다. 필리핀 국립 대학에서 법률학을 전공한 후 라몬 막사이사이 대통령의 특별 보좌관, 필리핀 8대 대통령 가르시아의 대통령보좌관을 거쳐 1958년 타를라크 주의 주지사가 되었다.
1971년 자유당의 대통령 후보 물망에 올랐으나, 1972년 페르디난드 마르코스의 계엄령 선포로 구속되었다. 1980년 미국에 망명했다가 1983년 조국인 필리핀으로 돌아왔다.
필리핀에 도착하기 전 기내에서 옆자리에 앉은 기자에게 "위험이 따를지도 모르겠군요. (내 조국 필리핀은) 암살이라는게 공공 서비스처럼 제공되는 나라니까요. 하지만 만약 암살되는 것이 내 운명이라면, 그렇게 되라죠. 어차피 누구나 죽게 마련이니까요."라고 말하며 여유있는 웃음을 보였다.
그러나 마닐라 국제공항에서 내리는자마자 정부에서 파견한 경호원이 지켜보는 가운데 머리에 총상을 입었다. 저격범은 바로 경찰과 군인들에 의해 사살되었으며, 약 1년 후인 1984년 10월 중립조사위원회에 의해 군 참모총장 파비안 C. 베르 장군이 꾸민 군사적 음모로 판결되었다. 하지만 필리핀 국민들은 페르디난드 마르코스 부부의 사주를 받은 암살자가 죽였다고 생각했다.
이 암살 사건으로 인한 후유증은 필리핀 정계를 뒤흔들었고, 비정치인 코라손 아키노는 1986년 야당 단일 후보로 대통령 선거에 나서게 되었다. 하지만 마르코스 정부의 부정 선거로 인해 패배하였다. 그러나 마르코스의 부정선거에 항의하는 국민들의 시위로 페르디난드 마르코스가 대통령에서 물러나고 코라손 아키노가 대통령에 취임하여 6년 단임에 성공하였다.
베니그노는 미국 망명 시절 자신과 같은 처지였던 대한민국 정치인 김대중과도 인연을 맺었었다. 1982년 말부터 1983년 여름까지 비록 짧은 기간이었지만 베니그노는 자신이 가장 아끼던 수동식 타자기를 김대중에게 선물할 정도로 깊은 친분을 쌓은 바 있으며, 이 인연으로 코라손 아키노가 1998년 김대중의 대통령 취임식에 참석하기도 했다.
한편 2010년 아들 베니그노 아키노 3세이 필리핀 제15대 대통령에 당선되었으며, 그 뒤인 2021년 별세하였다. 미혼으로 인하여 자녀볼 수 없다.

## 같이 보기
- 필리핀의 역사